# 福島製鋼
福島製鋼株式会社（ふくしませいこうかぶしきかいしゃ）は福島県福島市に本社を置く鋳造メーカーである。

## 概要
1953年に日野自動車の関連会社として設立された。自動車の駆動系部品や鉄道車両の台車、連結器といった部品の製造のほか、電融ジルコニアの開発、製造をしジルボンのブランド名で販売している。

## 沿革
- 1953年12月 - 日野自動車と福島製作所が共同で鋳造施設を設置し日野自動車のグループ会社として福島製鋼福島工場設立。資本金9,900万円。
- 1969年4月1日 - 東北開発から福島工場（もともとは日本曹達福島工場であった）を譲受し吾妻工場として操業。
- 1984年6月 - 住友金属工業の鋳鋼事業の委託を受ける。
- 1999年4月 - 相模鋳造と合併。相模工場として操業。
- 2001年8月 - 福島工場を吾妻工場へ集約。
- 2005年6月 - 新ジルボン工場稼働開始。
- 2006年11月 - ダクタイル用造型設備を新設、稼動開始。
- 2011年3月 - 東北地方太平洋沖地震によって被災、操業停止。翌月日野自動車などの協力により操業再開。
- 2018年7月13日 - 吾妻工場内の1階変電室から火を出し、約5時間後の午前10時半頃鎮火。変電室や従業員の控室など約440平方メートルを焼いた。

## 主な事業内容
- 自動車用鋳造品 - FCDアクスルハウジングの接合技術が2004年度モノづくり部品大賞[2]、日刊工業新聞新機械振興賞を受賞した[3]。
- 建設機械用鋳造品 - パワーショベル油圧バルブハウジングの世界シェア約40％である。
- 鉄道車両用鋳造品 - 新幹線用自動連結器の国内シェア約100％である。
- 化学工場用鋳造品
- ジルボン（電融ジルコニア） - 日本で初めてジルコンサンドを原料とした電融ジルコニアを開発した。

## 事業所
- 本社・吾妻工場（福島県福島市笹木野）（100,564平方メートル） - 2003年11月ISO14001取得
- 相模工場（神奈川県相模原市緑区町屋1丁目）（18,695平方メートル） - 2002年10月ISO9001、2005年9月ISO14001取得